# 明月江
明月江，是中国长江流域的一条河流，汇入州河，属于嘉陵江水系。河长100千米，流域面积1338平方千米，多年平均流量31立方米每秒。自然落差179米。水能理论蕴藏量1万千瓦。